# Okharbot
Okharbot (en népalais : ओखरबोट) est un comité de développement villageois du Népal situé dans le district de Myagdi. Au recensement de 2011, il comptait 2 336 habitants.